# 1963年のワールドシリーズ
1963年の野球において、メジャーリーグベースボール（MLB）優勝決定戦の第60回ワールドシリーズ（英語: 60th World Series）は、10月2日から6日にかけて計4試合が開催された。その結果、ロサンゼルス・ドジャース（ナショナルリーグ）がニューヨーク・ヤンキース（アメリカンリーグ）を4勝0敗で下し、4年ぶり3回目の優勝を果たした。
両球団の対戦は1956年以来7年ぶり8度目で歴代最多となった。2025年現在も、8度以上の対戦があるカードはヤンキース対ドジャース以外に存在しない。ただ、ドジャースが本拠地都市をニューヨーク州ニューヨーク市ブルックリン区からカリフォルニア州ロサンゼルスに移してからは、今回が初めての対戦である。その結果として今シリーズは、アメリカ合衆国の2大都市圏それぞれを本拠地とするチームどうしが優勝決定戦で対戦する、北米4大プロスポーツリーグ史上初の事例となった。試合内容はドジャースの圧勝で、相手に1イニングもリードを許さないままの優勝というシリーズ史上初の記録を達成した。シリーズMVPには、第1戦と第4戦ともに完投勝利を挙げるなど、2試合18.0イニングで2勝0敗・防御率1.50という成績を残したドジャースのサンディー・コーファックスが選出された。

## 試合結果
1963年のワールドシリーズは10月2日に開幕し、途中に移動日を挟んで5日間で4試合が行われた。日程・結果は以下の通り。
| 日付                                                    | 試合  | ビジター球団（先攻）     | スコア | ホーム球団（後攻）       | 開催球場             | 開催球場                                 |
| ------------------------------------------------------- | ----- | ------------------------ | ------ | ------------------------ | -------------------- | ---------------------------------------- |
| 10月02日（水）                                          | 第1戦 | ロサンゼルス・ドジャース | 5－2   | ニューヨーク・ヤンキース | ヤンキー・スタジアム | ヤンキー・スタジアムドジャー・スタジアム |
| 10月03日（木）                                          | 第2戦 | ロサンゼルス・ドジャース | 4－1   | ニューヨーク・ヤンキース | ヤンキー・スタジアム | ヤンキー・スタジアムドジャー・スタジアム |
| 10月04日（金）                                          |       | 移動日                   | 移動日 | 移動日                   |                      | ヤンキー・スタジアムドジャー・スタジアム |
| 10月05日（土）                                          | 第3戦 | ニューヨーク・ヤンキース | 0－1   | ロサンゼルス・ドジャース | ドジャー・スタジアム | ヤンキー・スタジアムドジャー・スタジアム |
| 10月06日（日）                                          | 第4戦 | ニューヨーク・ヤンキース | 1－2   | ロサンゼルス・ドジャース | ドジャー・スタジアム | ヤンキー・スタジアムドジャー・スタジアム |
| 優勝：ロサンゼルス・ドジャース（4勝0敗 / 4年ぶり3度目） |       |                          |        |                          |                      | ヤンキー・スタジアムドジャー・スタジアム |

### 第1戦 10月2日
- ヤンキー・スタジアム（ニューヨーク州ニューヨーク市ブロンクス区）

|                          | 1 | 2 | 3 | 4 | 5 | 6 | 7 | 8 | 9 | R | H | E |
| ------------------------ | - | - | - | - | - | - | - | - | - | - | - | - |
| ロサンゼルス・ドジャース | 0 | 4 | 1 | 0 | 0 | 0 | 0 | 0 | 0 | 5 | 9 | 0 |
| ニューヨーク・ヤンキース | 0 | 0 | 0 | 0 | 0 | 0 | 0 | 2 | 0 | 2 | 6 | 0 |

1. 勝利：サンディー・コーファックス（1勝）
2. 敗戦：ホワイティー・フォード（1敗）
3. 本塁打
LAD：ジョン・ローズボロ1号3ラン
NYY：トム・トレッシュ1号2ラン
4. 審判
［球審］ジョー・パパレラ（AL）
［塁審］一塁: トム・ゴーマン（NL）、二塁: ラリー・ナップ（AL）、三塁: シャグ・クロフォード（NL）
［外審］左翼: トニー・ベンゾン（NL）、右翼: ジョン・ライス（AL）
5. 試合時間: 2時間9分  観客: 6万9000人
詳細: MLB.com Gameday / Baseball-Reference.com

| ロサンゼルス・ドジャース | ロサンゼルス・ドジャース | ロサンゼルス・ドジャース | ロサンゼルス・ドジャース | ロサンゼルス・ドジャース                                                                                            | ニューヨーク・ヤンキース | ニューヨーク・ヤンキース | ニューヨーク・ヤンキース | ニューヨーク・ヤンキース | ニューヨーク・ヤンキース                                                                                      |
| ------------------------ | ------------------------ | ------------------------ | ------------------------ | --- | ------------------------ | ------------------------ | ------------------------ | ------------------------ | --- |
| 打順                     | 守備                     | 選手                     | 打席                     | S・コーファックスJ・ローズボロB・スコウロンD・トレズースキーJ・ギリアムM・ウィルスT・デービスW・デービスF・ハワード | 打順                     | 守備                     | 選手                     | 打席                     | W・フォードE・ハワードJ・ペピトーンB・リチャードソンC・ボイヤーT・クーベックT・トレッシュM・マントルR・マリス |
| 1                        | 遊                       | M・ウィルス              | 両                       | S・コーファックスJ・ローズボロB・スコウロンD・トレズースキーJ・ギリアムM・ウィルスT・デービスW・デービスF・ハワード | 1                        | 遊                       | T・クーベック            | 左                       | W・フォードE・ハワードJ・ペピトーンB・リチャードソンC・ボイヤーT・クーベックT・トレッシュM・マントルR・マリス |
| 2                        | 三                       | J・ギリアム              | 両                       | S・コーファックスJ・ローズボロB・スコウロンD・トレズースキーJ・ギリアムM・ウィルスT・デービスW・デービスF・ハワード | 2                        | 二                       | B・リチャードソン        | 右                       | W・フォードE・ハワードJ・ペピトーンB・リチャードソンC・ボイヤーT・クーベックT・トレッシュM・マントルR・マリス |
| 3                        | 中                       | W・デービス              | 左                       | S・コーファックスJ・ローズボロB・スコウロンD・トレズースキーJ・ギリアムM・ウィルスT・デービスW・デービスF・ハワード | 3                        | 左                       | T・トレッシュ            | 両                       | W・フォードE・ハワードJ・ペピトーンB・リチャードソンC・ボイヤーT・クーベックT・トレッシュM・マントルR・マリス |
| 4                        | 左                       | T・デービス              | 右                       | S・コーファックスJ・ローズボロB・スコウロンD・トレズースキーJ・ギリアムM・ウィルスT・デービスW・デービスF・ハワード | 4                        | 中                       | M・マントル              | 両                       | W・フォードE・ハワードJ・ペピトーンB・リチャードソンC・ボイヤーT・クーベックT・トレッシュM・マントルR・マリス |
| 5                        | 右                       | F・ハワード              | 右                       | S・コーファックスJ・ローズボロB・スコウロンD・トレズースキーJ・ギリアムM・ウィルスT・デービスW・デービスF・ハワード | 5                        | 右                       | R・マリス                | 右                       | W・フォードE・ハワードJ・ペピトーンB・リチャードソンC・ボイヤーT・クーベックT・トレッシュM・マントルR・マリス |
| 6                        | 一                       | B・スコウロン            | 右                       | S・コーファックスJ・ローズボロB・スコウロンD・トレズースキーJ・ギリアムM・ウィルスT・デービスW・デービスF・ハワード | 6                        | 捕                       | E・ハワード              | 右                       | W・フォードE・ハワードJ・ペピトーンB・リチャードソンC・ボイヤーT・クーベックT・トレッシュM・マントルR・マリス |
| 7                        | 二                       | D・トレズースキー        | 右                       | S・コーファックスJ・ローズボロB・スコウロンD・トレズースキーJ・ギリアムM・ウィルスT・デービスW・デービスF・ハワード | 7                        | 一                       | J・ペピトーン            | 左                       | W・フォードE・ハワードJ・ペピトーンB・リチャードソンC・ボイヤーT・クーベックT・トレッシュM・マントルR・マリス |
| 8                        | 捕                       | J・ローズボロ            | 左                       | S・コーファックスJ・ローズボロB・スコウロンD・トレズースキーJ・ギリアムM・ウィルスT・デービスW・デービスF・ハワード | 8                        | 三                       | C・ボイヤー              | 右                       | W・フォードE・ハワードJ・ペピトーンB・リチャードソンC・ボイヤーT・クーベックT・トレッシュM・マントルR・マリス |
| 9                        | 投                       | S・コーファックス        | 右                       | S・コーファックスJ・ローズボロB・スコウロンD・トレズースキーJ・ギリアムM・ウィルスT・デービスW・デービスF・ハワード | 9                        | 投                       | W・フォード              | 左                       | W・フォードE・ハワードJ・ペピトーンB・リチャードソンC・ボイヤーT・クーベックT・トレッシュM・マントルR・マリス |
| 先発投手                 | 先発投手                 | 先発投手                 | 投球                     | S・コーファックスJ・ローズボロB・スコウロンD・トレズースキーJ・ギリアムM・ウィルスT・デービスW・デービスF・ハワード | 先発投手                 | 先発投手                 | 先発投手                 | 投球                     | W・フォードE・ハワードJ・ペピトーンB・リチャードソンC・ボイヤーT・クーベックT・トレッシュM・マントルR・マリス |
| S・コーファックス        | S・コーファックス        | S・コーファックス        | 左                       | S・コーファックスJ・ローズボロB・スコウロンD・トレズースキーJ・ギリアムM・ウィルスT・デービスW・デービスF・ハワード | W・フォード              | W・フォード              | W・フォード              | 左                       | W・フォードE・ハワードJ・ペピトーンB・リチャードソンC・ボイヤーT・クーベックT・トレッシュM・マントルR・マリス |

ドジャースは2回、一死からフランク・ハワードが中堅フェンス直撃の二塁打で出塁し、続くビル・スコウロンの中前打でハワードが生還して先制。なおもディック・トレズースキーが中前打で続き無死一・二塁とすると、ジョン・ローズボロが右翼への3点本塁打を放ち4－0、さらに続く3回にもスコウロンの適時打で5点差とする。一方のヤンキースは、サンディー・コーファックスの前に立ち上がりから5者連続三振を喫するなど、5回二死まで1人も走者を出せなかった。そこからエルストン・ハワード、ジョー・ペピトーン、クリート・ボイヤーの3連打で満塁とするも、ホワイティー・フォードの代打で出たヘクター・ロペスが三振に倒れ、得点できず。その後も三振の山を築いたコーファックスは8回にトム・トレッシュの2点本塁打で完封こそ逃すが、最後は代打ハリー・ブライトからシリーズ記録（当時）の15個目の三振を奪い完投。ドジャースが先勝した。

### 第2戦 10月3日
- ヤンキー・スタジアム（ニューヨーク州ニューヨーク市ブロンクス区）

|                          | 1 | 2 | 3 | 4 | 5 | 6 | 7 | 8 | 9 | R | H  | E |
| ------------------------ | - | - | - | - | - | - | - | - | - | - | -- | - |
| ロサンゼルス・ドジャース | 2 | 0 | 0 | 1 | 0 | 0 | 0 | 1 | 0 | 4 | 10 | 1 |
| ニューヨーク・ヤンキース | 0 | 0 | 0 | 0 | 0 | 0 | 0 | 0 | 1 | 1 | 7  | 0 |

1. 勝利：ジョニー・ポドレス（1勝）
2. セーブ：ロン・ペラノスキー（1S）[注 1]
3. 敗戦：アル・ダウニング（1敗）
4. 本塁打
LAD：ビル・スコウロン1号ソロ
5. 審判
［球審］トム・ゴーマン（NL）
［塁審］一塁: ラリー・ナップ（AL）、二塁: シャグ・クロフォード（NL）、三塁: ジョー・パパレラ（AL）
［外審］左翼: トニー・ベンゾン（NL）、右翼: ジョン・ライス（AL）
6. 試合時間: 2時間13分  観客: 6万6455人
詳細: MLB.com Gameday / Baseball-Reference.com

| ロサンゼルス・ドジャース | ロサンゼルス・ドジャース | ロサンゼルス・ドジャース | ロサンゼルス・ドジャース | ロサンゼルス・ドジャース                                                                                      | ニューヨーク・ヤンキース | ニューヨーク・ヤンキース | ニューヨーク・ヤンキース | ニューヨーク・ヤンキース | ニューヨーク・ヤンキース                                                                                        |
| ------------------------ | ------------------------ | ------------------------ | ------------------------ | --- | ------------------------ | ------------------------ | ------------------------ | ------------------------ | --- |
| 打順                     | 守備                     | 選手                     | 打席                     | J・ポドレスJ・ローズボロB・スコウロンD・トレズースキーJ・ギリアムM・ウィルスT・デービスW・デービスF・ハワード | 打順                     | 守備                     | 選手                     | 打席                     | A・ダウニングE・ハワードJ・ペピトーンB・リチャードソンC・ボイヤーT・クーベックT・トレッシュM・マントルR・マリス |
| 1                        | 遊                       | M・ウィルス              | 両                       | J・ポドレスJ・ローズボロB・スコウロンD・トレズースキーJ・ギリアムM・ウィルスT・デービスW・デービスF・ハワード | 1                        | 遊                       | T・クーベック            | 左                       | A・ダウニングE・ハワードJ・ペピトーンB・リチャードソンC・ボイヤーT・クーベックT・トレッシュM・マントルR・マリス |
| 2                        | 三                       | J・ギリアム              | 両                       | J・ポドレスJ・ローズボロB・スコウロンD・トレズースキーJ・ギリアムM・ウィルスT・デービスW・デービスF・ハワード | 2                        | 二                       | B・リチャードソン        | 右                       | A・ダウニングE・ハワードJ・ペピトーンB・リチャードソンC・ボイヤーT・クーベックT・トレッシュM・マントルR・マリス |
| 3                        | 中                       | W・デービス              | 左                       | J・ポドレスJ・ローズボロB・スコウロンD・トレズースキーJ・ギリアムM・ウィルスT・デービスW・デービスF・ハワード | 3                        | 左                       | T・トレッシュ            | 両                       | A・ダウニングE・ハワードJ・ペピトーンB・リチャードソンC・ボイヤーT・クーベックT・トレッシュM・マントルR・マリス |
| 4                        | 左                       | T・デービス              | 右                       | J・ポドレスJ・ローズボロB・スコウロンD・トレズースキーJ・ギリアムM・ウィルスT・デービスW・デービスF・ハワード | 4                        | 中                       | M・マントル              | 両                       | A・ダウニングE・ハワードJ・ペピトーンB・リチャードソンC・ボイヤーT・クーベックT・トレッシュM・マントルR・マリス |
| 5                        | 右                       | F・ハワード              | 右                       | J・ポドレスJ・ローズボロB・スコウロンD・トレズースキーJ・ギリアムM・ウィルスT・デービスW・デービスF・ハワード | 5                        | 右                       | R・マリス                | 右                       | A・ダウニングE・ハワードJ・ペピトーンB・リチャードソンC・ボイヤーT・クーベックT・トレッシュM・マントルR・マリス |
| 6                        | 一                       | B・スコウロン            | 右                       | J・ポドレスJ・ローズボロB・スコウロンD・トレズースキーJ・ギリアムM・ウィルスT・デービスW・デービスF・ハワード | 6                        | 捕                       | E・ハワード              | 右                       | A・ダウニングE・ハワードJ・ペピトーンB・リチャードソンC・ボイヤーT・クーベックT・トレッシュM・マントルR・マリス |
| 7                        | 二                       | D・トレズースキー        | 右                       | J・ポドレスJ・ローズボロB・スコウロンD・トレズースキーJ・ギリアムM・ウィルスT・デービスW・デービスF・ハワード | 7                        | 一                       | J・ペピトーン            | 左                       | A・ダウニングE・ハワードJ・ペピトーンB・リチャードソンC・ボイヤーT・クーベックT・トレッシュM・マントルR・マリス |
| 8                        | 捕                       | J・ローズボロ            | 左                       | J・ポドレスJ・ローズボロB・スコウロンD・トレズースキーJ・ギリアムM・ウィルスT・デービスW・デービスF・ハワード | 8                        | 三                       | C・ボイヤー              | 右                       | A・ダウニングE・ハワードJ・ペピトーンB・リチャードソンC・ボイヤーT・クーベックT・トレッシュM・マントルR・マリス |
| 9                        | 投                       | J・ポドレス              | 左                       | J・ポドレスJ・ローズボロB・スコウロンD・トレズースキーJ・ギリアムM・ウィルスT・デービスW・デービスF・ハワード | 9                        | 投                       | A・ダウニング            | 右                       | A・ダウニングE・ハワードJ・ペピトーンB・リチャードソンC・ボイヤーT・クーベックT・トレッシュM・マントルR・マリス |
| 先発投手                 | 先発投手                 | 先発投手                 | 投球                     | J・ポドレスJ・ローズボロB・スコウロンD・トレズースキーJ・ギリアムM・ウィルスT・デービスW・デービスF・ハワード | 先発投手                 | 先発投手                 | 先発投手                 | 投球                     | A・ダウニングE・ハワードJ・ペピトーンB・リチャードソンC・ボイヤーT・クーベックT・トレッシュM・マントルR・マリス |
| J・ポドレス              | J・ポドレス              | J・ポドレス              | 左                       | J・ポドレスJ・ローズボロB・スコウロンD・トレズースキーJ・ギリアムM・ウィルスT・デービスW・デービスF・ハワード | A・ダウニング            | A・ダウニング            | A・ダウニング            | 左                       | A・ダウニングE・ハワードJ・ペピトーンB・リチャードソンC・ボイヤーT・クーベックT・トレッシュM・マントルR・マリス |

ドジャースが初回に、モーリー・ウィルスとジム・ギリアムの連打で無死二・三塁とすると、続くウィリー・デービスの打球は右翼方向へ飛ぶ。ここで右翼手ロジャー・マリスが転倒、頭上を越される二塁打となって、先制の2点がドジャースに入った。マリスはさらに3回の守備でフェンスに激突し、その際に左腕を負傷し試合途中で交代した。ドジャースは4回にビル・スコウロンのソロ本塁打で1点を追加すると、8回にはトミー・デービスの三塁打で4点差とする。ヤンキースは9回、完封目前のジョニー・ポドレスからヘクター・ロペスがエンタイトル二塁打を放ち、ポドレスを降板に追い込むと、代わったロン・ペラノスキーからエルストン・ハワードの適時打で1点を返す。しかしペラノスキーが後続を抑えて試合を締め、ドジャースが敵地で連勝を果たした。

### 第3戦 10月5日
- ドジャー・スタジアム（カリフォルニア州ロサンゼルス）

|                          | 1 | 2 | 3 | 4 | 5 | 6 | 7 | 8 | 9 | R | H | E |
| ------------------------ | - | - | - | - | - | - | - | - | - | - | - | - |
| ニューヨーク・ヤンキース | 0 | 0 | 0 | 0 | 0 | 0 | 0 | 0 | 0 | 0 | 3 | 0 |
| ロサンゼルス・ドジャース | 1 | 0 | 0 | 0 | 0 | 0 | 0 | 0 | X | 1 | 4 | 1 |

1. 勝利：ドン・ドライスデール（1勝）
2. 敗戦：ジム・バウトン（1敗）
3. 審判
［球審］ラリー・ナップ（AL）
［塁審］一塁: シャグ・クロフォード（NL）、二塁: ジョー・パパレラ（AL）、三塁: トム・ゴーマン（NL）
［外審］左翼: ジョン・ライス（AL）、右翼: トニー・ベンゾン（NL）
4. 試合時間: 2時間5分  観客: 5万5912人
詳細: MLB.com Gameday / Baseball-Reference.com

| ニューヨーク・ヤンキース | ニューヨーク・ヤンキース | ニューヨーク・ヤンキース | ニューヨーク・ヤンキース | ニューヨーク・ヤンキース                                                                                                 | ロサンゼルス・ドジャース | ロサンゼルス・ドジャース | ロサンゼルス・ドジャース | ロサンゼルス・ドジャース | ロサンゼルス・ドジャース                                                                                              |
| ------------------------ | ------------------------ | ------------------------ | ------------------------ | --- | ------------------------ | ------------------------ | ------------------------ | ------------------------ | --- |
| 打順                     | 守備                     | 選手                     | 打席                     | J・バウトンE・ハワードJ・ペピトーンB・リチャードソンC・ボイヤーT・クーベックT・トレッシュM・マントルJ・ブラン · チャード | 打順                     | 守備                     | 選手                     | 打席                     | D・ドライスデールJ・ローズボロB・スコウロンD・トレズースキーJ・ギリアムM・ウィルスT・デービスW・デービスR・フェアリー |
| 1                        | 遊                       | T・クーベック            | 左                       | J・バウトンE・ハワードJ・ペピトーンB・リチャードソンC・ボイヤーT・クーベックT・トレッシュM・マントルJ・ブラン · チャード | 1                        | 遊                       | M・ウィルス              | 両                       | D・ドライスデールJ・ローズボロB・スコウロンD・トレズースキーJ・ギリアムM・ウィルスT・デービスW・デービスR・フェアリー |
| 2                        | 二                       | B・リチャードソン        | 右                       | J・バウトンE・ハワードJ・ペピトーンB・リチャードソンC・ボイヤーT・クーベックT・トレッシュM・マントルJ・ブラン · チャード | 2                        | 三                       | J・ギリアム              | 両                       | D・ドライスデールJ・ローズボロB・スコウロンD・トレズースキーJ・ギリアムM・ウィルスT・デービスW・デービスR・フェアリー |
| 3                        | 左                       | T・トレッシュ            | 両                       | J・バウトンE・ハワードJ・ペピトーンB・リチャードソンC・ボイヤーT・クーベックT・トレッシュM・マントルJ・ブラン · チャード | 3                        | 中                       | W・デービス              | 左                       | D・ドライスデールJ・ローズボロB・スコウロンD・トレズースキーJ・ギリアムM・ウィルスT・デービスW・デービスR・フェアリー |
| 4                        | 中                       | M・マントル              | 両                       | J・バウトンE・ハワードJ・ペピトーンB・リチャードソンC・ボイヤーT・クーベックT・トレッシュM・マントルJ・ブラン · チャード | 4                        | 左                       | T・デービス              | 右                       | D・ドライスデールJ・ローズボロB・スコウロンD・トレズースキーJ・ギリアムM・ウィルスT・デービスW・デービスR・フェアリー |
| 5                        | 一                       | J・ペピトーン            | 左                       | J・バウトンE・ハワードJ・ペピトーンB・リチャードソンC・ボイヤーT・クーベックT・トレッシュM・マントルJ・ブラン · チャード | 5                        | 右                       | R・フェアリー            | 左                       | D・ドライスデールJ・ローズボロB・スコウロンD・トレズースキーJ・ギリアムM・ウィルスT・デービスW・デービスR・フェアリー |
| 6                        | 捕                       | E・ハワード              | 右                       | J・バウトンE・ハワードJ・ペピトーンB・リチャードソンC・ボイヤーT・クーベックT・トレッシュM・マントルJ・ブラン · チャード | 6                        | 一                       | B・スコウロン            | 右                       | D・ドライスデールJ・ローズボロB・スコウロンD・トレズースキーJ・ギリアムM・ウィルスT・デービスW・デービスR・フェアリー |
| 7                        | 右                       | J・ブランチャード        | 左                       | J・バウトンE・ハワードJ・ペピトーンB・リチャードソンC・ボイヤーT・クーベックT・トレッシュM・マントルJ・ブラン · チャード | 7                        | 捕                       | J・ローズボロ            | 左                       | D・ドライスデールJ・ローズボロB・スコウロンD・トレズースキーJ・ギリアムM・ウィルスT・デービスW・デービスR・フェアリー |
| 8                        | 三                       | C・ボイヤー              | 右                       | J・バウトンE・ハワードJ・ペピトーンB・リチャードソンC・ボイヤーT・クーベックT・トレッシュM・マントルJ・ブラン · チャード | 8                        | 二                       | D・トレズースキー        | 右                       | D・ドライスデールJ・ローズボロB・スコウロンD・トレズースキーJ・ギリアムM・ウィルスT・デービスW・デービスR・フェアリー |
| 9                        | 投                       | J・バウトン              | 右                       | J・バウトンE・ハワードJ・ペピトーンB・リチャードソンC・ボイヤーT・クーベックT・トレッシュM・マントルJ・ブラン · チャード | 9                        | 投                       | D・ドライスデール        | 右                       | D・ドライスデールJ・ローズボロB・スコウロンD・トレズースキーJ・ギリアムM・ウィルスT・デービスW・デービスR・フェアリー |
| 先発投手                 | 先発投手                 | 先発投手                 | 投球                     | J・バウトンE・ハワードJ・ペピトーンB・リチャードソンC・ボイヤーT・クーベックT・トレッシュM・マントルJ・ブラン · チャード | 先発投手                 | 先発投手                 | 先発投手                 | 投球                     | D・ドライスデールJ・ローズボロB・スコウロンD・トレズースキーJ・ギリアムM・ウィルスT・デービスW・デービスR・フェアリー |
| J・バウトン              | J・バウトン              | J・バウトン              | 右                       | J・バウトンE・ハワードJ・ペピトーンB・リチャードソンC・ボイヤーT・クーベックT・トレッシュM・マントルJ・ブラン · チャード | D・ドライスデール        | D・ドライスデール        | D・ドライスデール        | 右                       | D・ドライスデールJ・ローズボロB・スコウロンD・トレズースキーJ・ギリアムM・ウィルスT・デービスW・デービスR・フェアリー |

ドジャー・スタジアムでのシリーズ開催は初めて。ドジャースは初回、ジム・ギリアムが四球で出塁してジム・バウトンの暴投で二塁へ進むと、トミー・デービスの打球を二塁手ボビー・リチャードソンがはじく間にギリアムが生還し先制。ヤンキースは直後の2回に二死満塁の好機を逃し、続く3回には相手失策で出塁のトニー・クーベックが牽制でアウトになると、その後はロジャー・マリスを負傷で欠いた打線がドン・ドライスデールの前に散発3安打と封じられて完封負け。ドジャースが3連勝で優勝に王手をかけた。

### 第4戦 10月6日
- ドジャー・スタジアム（カリフォルニア州ロサンゼルス）

|                          | 1 | 2 | 3 | 4 | 5 | 6 | 7 | 8 | 9 | R | H | E |
| ------------------------ | - | - | - | - | - | - | - | - | - | - | - | - |
| ニューヨーク・ヤンキース | 0 | 0 | 0 | 0 | 0 | 0 | 1 | 0 | 0 | 1 | 6 | 1 |
| ロサンゼルス・ドジャース | 0 | 0 | 0 | 0 | 1 | 0 | 1 | 0 | X | 2 | 2 | 1 |

1. 勝利：サンディー・コーファックス（2勝）
2. 敗戦：ホワイティー・フォード（2敗）
3. 本塁打
NYY：ミッキー・マントル1号ソロ
LAD：フランク・ハワード1号ソロ
4. 審判
［球審］シャグ・クロフォード（NL）
［塁審］一塁: ジョー・パパレラ（AL）、二塁: トム・ゴーマン（NL）、三塁: ラリー・ナップ（AL）
［外審］左翼: ジョン・ライス（AL）、右翼: トニー・ベンゾン（NL）
5. 試合時間: 1時間50分  観客: 5万5912人
詳細: MLB.com Gameday / Baseball-Reference.com

| ニューヨーク・ヤンキース | ニューヨーク・ヤンキース | ニューヨーク・ヤンキース | ニューヨーク・ヤンキース | ニューヨーク・ヤンキース                                                                                      | ロサンゼルス・ドジャース | ロサンゼルス・ドジャース | ロサンゼルス・ドジャース | ロサンゼルス・ドジャース | ロサンゼルス・ドジャース                                                                                            |
| ------------------------ | ------------------------ | ------------------------ | ------------------------ | --- | ------------------------ | ------------------------ | ------------------------ | ------------------------ | --- |
| 打順                     | 守備                     | 選手                     | 打席                     | W・フォードE・ハワードJ・ペピトーンB・リチャードソンC・ボイヤーT・クーベックT・トレッシュM・マントルH・ロペス | 打順                     | 守備                     | 選手                     | 打席                     | S・コーファックスJ・ローズボロB・スコウロンD・トレズースキーJ・ギリアムM・ウィルスT・デービスW・デービスF・ハワード |
| 1                        | 遊                       | T・クーベック            | 左                       | W・フォードE・ハワードJ・ペピトーンB・リチャードソンC・ボイヤーT・クーベックT・トレッシュM・マントルH・ロペス | 1                        | 遊                       | M・ウィルス              | 両                       | S・コーファックスJ・ローズボロB・スコウロンD・トレズースキーJ・ギリアムM・ウィルスT・デービスW・デービスF・ハワード |
| 2                        | 二                       | B・リチャードソン        | 右                       | W・フォードE・ハワードJ・ペピトーンB・リチャードソンC・ボイヤーT・クーベックT・トレッシュM・マントルH・ロペス | 2                        | 三                       | J・ギリアム              | 両                       | S・コーファックスJ・ローズボロB・スコウロンD・トレズースキーJ・ギリアムM・ウィルスT・デービスW・デービスF・ハワード |
| 3                        | 左                       | T・トレッシュ            | 両                       | W・フォードE・ハワードJ・ペピトーンB・リチャードソンC・ボイヤーT・クーベックT・トレッシュM・マントルH・ロペス | 3                        | 中                       | W・デービス              | 左                       | S・コーファックスJ・ローズボロB・スコウロンD・トレズースキーJ・ギリアムM・ウィルスT・デービスW・デービスF・ハワード |
| 4                        | 中                       | M・マントル              | 両                       | W・フォードE・ハワードJ・ペピトーンB・リチャードソンC・ボイヤーT・クーベックT・トレッシュM・マントルH・ロペス | 4                        | 左                       | T・デービス              | 右                       | S・コーファックスJ・ローズボロB・スコウロンD・トレズースキーJ・ギリアムM・ウィルスT・デービスW・デービスF・ハワード |
| 5                        | 捕                       | E・ハワード              | 右                       | W・フォードE・ハワードJ・ペピトーンB・リチャードソンC・ボイヤーT・クーベックT・トレッシュM・マントルH・ロペス | 5                        | 右                       | F・ハワード              | 右                       | S・コーファックスJ・ローズボロB・スコウロンD・トレズースキーJ・ギリアムM・ウィルスT・デービスW・デービスF・ハワード |
| 6                        | 右                       | H・ロペス                | 右                       | W・フォードE・ハワードJ・ペピトーンB・リチャードソンC・ボイヤーT・クーベックT・トレッシュM・マントルH・ロペス | 6                        | 一                       | B・スコウロン            | 右                       | S・コーファックスJ・ローズボロB・スコウロンD・トレズースキーJ・ギリアムM・ウィルスT・デービスW・デービスF・ハワード |
| 7                        | 一                       | J・ペピトーン            | 左                       | W・フォードE・ハワードJ・ペピトーンB・リチャードソンC・ボイヤーT・クーベックT・トレッシュM・マントルH・ロペス | 7                        | 捕                       | J・ローズボロ            | 左                       | S・コーファックスJ・ローズボロB・スコウロンD・トレズースキーJ・ギリアムM・ウィルスT・デービスW・デービスF・ハワード |
| 8                        | 三                       | C・ボイヤー              | 右                       | W・フォードE・ハワードJ・ペピトーンB・リチャードソンC・ボイヤーT・クーベックT・トレッシュM・マントルH・ロペス | 8                        | 二                       | D・トレズースキー        | 右                       | S・コーファックスJ・ローズボロB・スコウロンD・トレズースキーJ・ギリアムM・ウィルスT・デービスW・デービスF・ハワード |
| 9                        | 投                       | W・フォード              | 左                       | W・フォードE・ハワードJ・ペピトーンB・リチャードソンC・ボイヤーT・クーベックT・トレッシュM・マントルH・ロペス | 9                        | 投                       | S・コーファックス        | 右                       | S・コーファックスJ・ローズボロB・スコウロンD・トレズースキーJ・ギリアムM・ウィルスT・デービスW・デービスF・ハワード |
| 先発投手                 | 先発投手                 | 先発投手                 | 投球                     | W・フォードE・ハワードJ・ペピトーンB・リチャードソンC・ボイヤーT・クーベックT・トレッシュM・マントルH・ロペス | 先発投手                 | 先発投手                 | 先発投手                 | 投球                     | S・コーファックスJ・ローズボロB・スコウロンD・トレズースキーJ・ギリアムM・ウィルスT・デービスW・デービスF・ハワード |
| W・フォード              | W・フォード              | W・フォード              | 左                       | W・フォードE・ハワードJ・ペピトーンB・リチャードソンC・ボイヤーT・クーベックT・トレッシュM・マントルH・ロペス | S・コーファックス        | S・コーファックス        | S・コーファックス        | 左                       | S・コーファックスJ・ローズボロB・スコウロンD・トレズースキーJ・ギリアムM・ウィルスT・デービスW・デービスF・ハワード |

この試合は第1戦に続き、サンディー・コーファックスとホワイティー・フォードが先発。5回にドジャースがフランク・ハワードのソロ本塁打で先制する。しかしヤンキースは7回、ミッキー・マントルのソロ本塁打で同点に追いついた。その裏、ジム・ギリアムの打球をさばいた三塁手クリート・ボイヤーの送球を一塁手ジョー・ペピトーンが後逸し、ドジャースは無死三塁とする。続くウィリー・デービスは犠牲フライを放ってギリアムを生還させ、ドジャースが1点を勝ち越した。追い込まれたヤンキースは9回、ボビー・リチャードソンの安打と相手の野手選択で二死一・二塁とするが、最後はコーファックスがヘクター・ロペスを遊ゴロに打ち取り1点差を守りきった。ドジャースは4連勝で3度目のワールドシリーズ制覇を決めた。